# Мінерали мезодесмічні
Мезодесмічні мінерали (рос. минералы мезодесмические, англ. mesodesmic minerals; нім. mesodesmische Minerale n pl) — мінерали, в яких між структурними одиницями проявляються як ізо-  так і анізодесмічні зв'язки. До них належать силікати та деякі борати.